# Medoeza

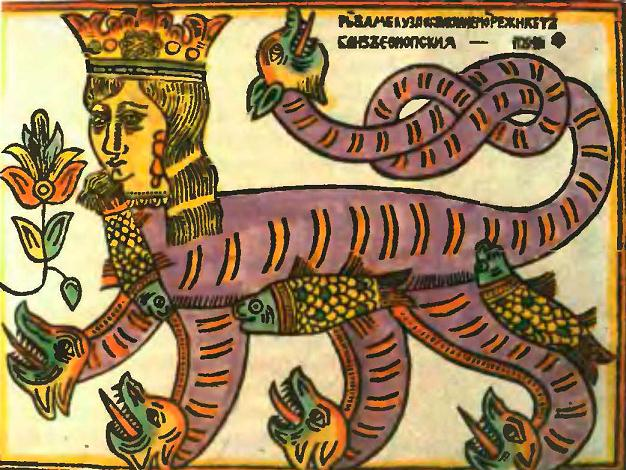
Meduza. Russische loebok, XVII-XVIIIe eeuw.

Medoeza (Russisch: Медуза, "Medusa") of Meloezina (Russisch: Мелузина "Melusine") is een mythisch wezen in de Russische folklore. Ze werd reeds afgebeeld in een Russische loebok uit de 17e of 18e eeuw, en wordt beschreven als half-vrouw, half-slang, of als half-vrouw, half-vis wezen. Ze wordt ook genoemd als de godheid van misleiding.